# 萨托·基尔曼
萨托·基尔曼（英語：Sato Kilman；1957年12月30日—）是一名瓦努阿图政治人物，現任人民进步党主席，曾任瓦努阿图总理。他五度出任萬那杜總理，任期分别为2010年12月2日至2011年4月24日、2011年5月13日至2011年6月16日、2011年6月26日至2013年3月23日、2015年6月11日至2016年2月11日及2023年9月4日至2023年10月6日。

## 生平
萨托·基尔曼长期在瓦努阿图警察部门任职。先后担任唐纳德·卡尔波卡斯政府的土地部长（1997年）、巴拉克·索佩政府的全面改革计划部长（2000年）。2001年，他组建人民进步党并任党主席，一直到现在。
由于实行英国式的选举制度，萬那杜國會政党林立，政党之间分化、组合频繁，导致总理经常下台。2004年7月瓦努阿图举行大选，温和党联盟瑟奇·沃霍尔出任总理，萨托·基尔曼任反对党督导、领袖。5个月后，民族联合党的哈姆·利尼出任政府总理，萨托·基尔曼任副总理兼外长。2008年9月萬那杜大选后基尔曼任反对党领袖。一年以后，即2009年11月他又担任瑟奇·沃霍尔政府的副总理兼贸工部长。
2010年12月2日至2011年4月24日，萨托·基尔曼第一次任总理，后因不信任案被推翻，瑟奇·沃霍尔再度出任总理。2011年5月13日，萬那杜上诉法院宣布，议会通过对基尔曼政府不信任案的程序违宪，基尔曼重返政府执政。2011年6月16日，萬那杜最高法院裁定基尔曼2010年12月当选总理无效，基尔曼又一次下台，爱德华·纳塔佩出任过渡总理。2011年6月26日，基尔曼在萬那杜议会特别会议上再次当选总理。
2012年10月30日，瓦努阿图举行议会选举，各党得票分散，是1980年瓦努阿图独立以来“最破碎”的议会。瓦努阿库党获得8个席位，成为第一大党，基尔曼领导的人民进步党获得6个席位，还有13个其他政党以及四个独立人士赢得议会席位。基尔曼联合其他小党派组成联合政府，于11月连任总理。
2013年3月20日，执政联盟中的议员莫阿纳·卡凯塞斯带领8个议员，加入反对派，迫使基尔曼辞去总理职务。3月23日，瓦努阿图议会选举卡凯塞斯为总理，他获得了52个议员中的34票支持。
2015年6月11日，在乔·纳图曼遭國會不信任動議罷免後，基爾曼第四度出任總理，直到2016年2月11日夏洛特·萨尔维繼任為止。
2023年9月4日，萬那杜國會選舉基尔曼第五度出任瓦努阿图总理，接替遭國會不信任動議罷免的伊什梅爾·卡爾薩考。